# Manakara
Manakara – miasto na wschodnim wybrzeżu Madagaskaru, stolica regionu Vatovavy-Fitovinany. Według spisu z 2018 roku liczy 44,2 tys. mieszkańców.